# Monument voor de stad Amsterdam
Het Monument voor de stad Amsterdam is een kunstwerk, dat gelegen is in Amsterdam-Zuidoost.
Kunstenaar Pieter Engels ontwierp voor 150.000 gulden voor de plek tussen de flats Groenhoven en Gouden Leeuw een beeld van 18.000 kilo Zweeds graniet, beton en staal. Het idee voor dit beeld kwam al in 1970 boven tafel en de gemeente Amsterdam vergoedde er toen 750 gulden voor. Het grootste deel van het kunstwerk bevindt zich echter onder de grond en dient als een bewaarplaats. Het geheel, geplaatst in 1977, bevat een aantal zaken die verwijzen naar die tijd in Amsterdam, zoals wat grondmonsters, water uit de Singel, Prinsengracht en het IJ. Ook een ademtocht van de kunstenaar bevindt zich onder de attributen.
Zeventien kisten bevatten een tijdsbeeld dat begraven is. Films, kranten, weekbladen, foto's, een filmprojector en aarde van de Bijlmermeer en de Zeedijk. Dit is verzegeld in een roestvaststalen kist. Een vierkante plaat van Zweeds graniet dekt het monument af boven de grond. Diverse gouden letters heeft de kunstenaar laten graveren, met daarop de inhoud. De kunstenaar bepaalde dat de kist pas na 500 jaar geopend mocht worden. Als de kist dan geopend wordt kan er onder andere een filmpje teruggevonden worden waarop te zien is dat een reclamevliegtuigje de lap tekst achter zich aansleept: "Pieter Engels & Amsterdam 1977 groeten Amsterdam 2477", die tekst is ook terug te vinden aan de bovenzijde van de kist (NB voor de zekerheid werd ook een filmprojector meebegraven). Een opgeslagen radio-uitzending bevat het nieuws met gesteggel over de Tweede Kamerverkiezingen 1977 en de Treinkaping bij De Punt. Tegelijkertijd opende de kunstenaar bij de Nederlandsche Middenstandsbank een rekening met 100 gulden, die in 2477 pas opgenomen kan worden met alle rente erbij. Ook het rekeningboekje bevindt zich in een van de kisten. Het bedrag is dan bestemd voor nakomelingen van Engels en voor de oprichting van een Pieter Engelsmuseum. Het geheel werd in de grond gestopt door de Dienst der Publieke Werken. Koninklijke Saan takelde het rond 26 augustus 1977 op zijn plaats.
Het kunstwerk kon op stevige kritiek rekenen. Een drietal kunstenaars onder leiding van Hans Verhoef zwoer dat het kunstwerk het jaar 1978 niet zou halen.

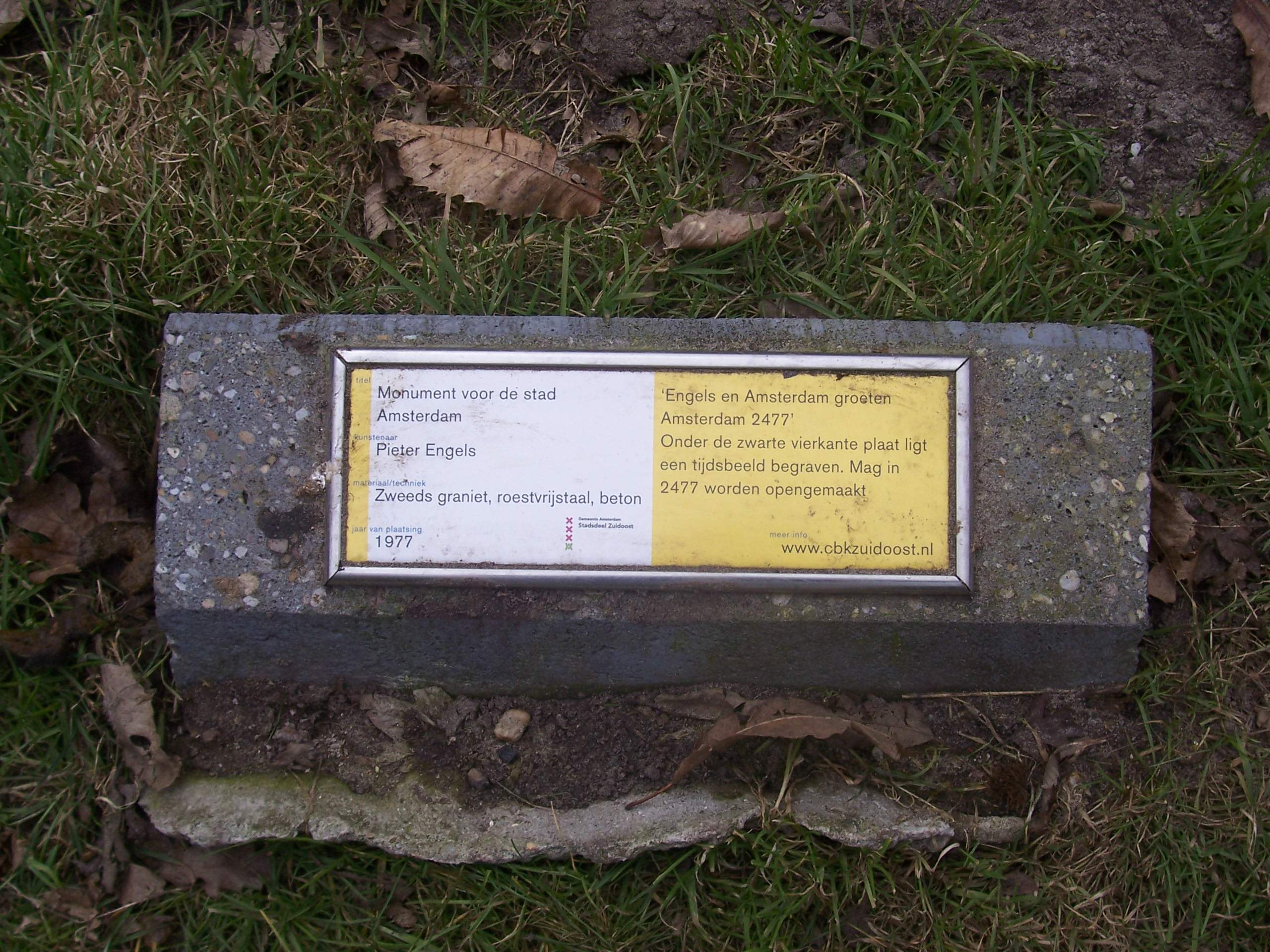
Bermbordje
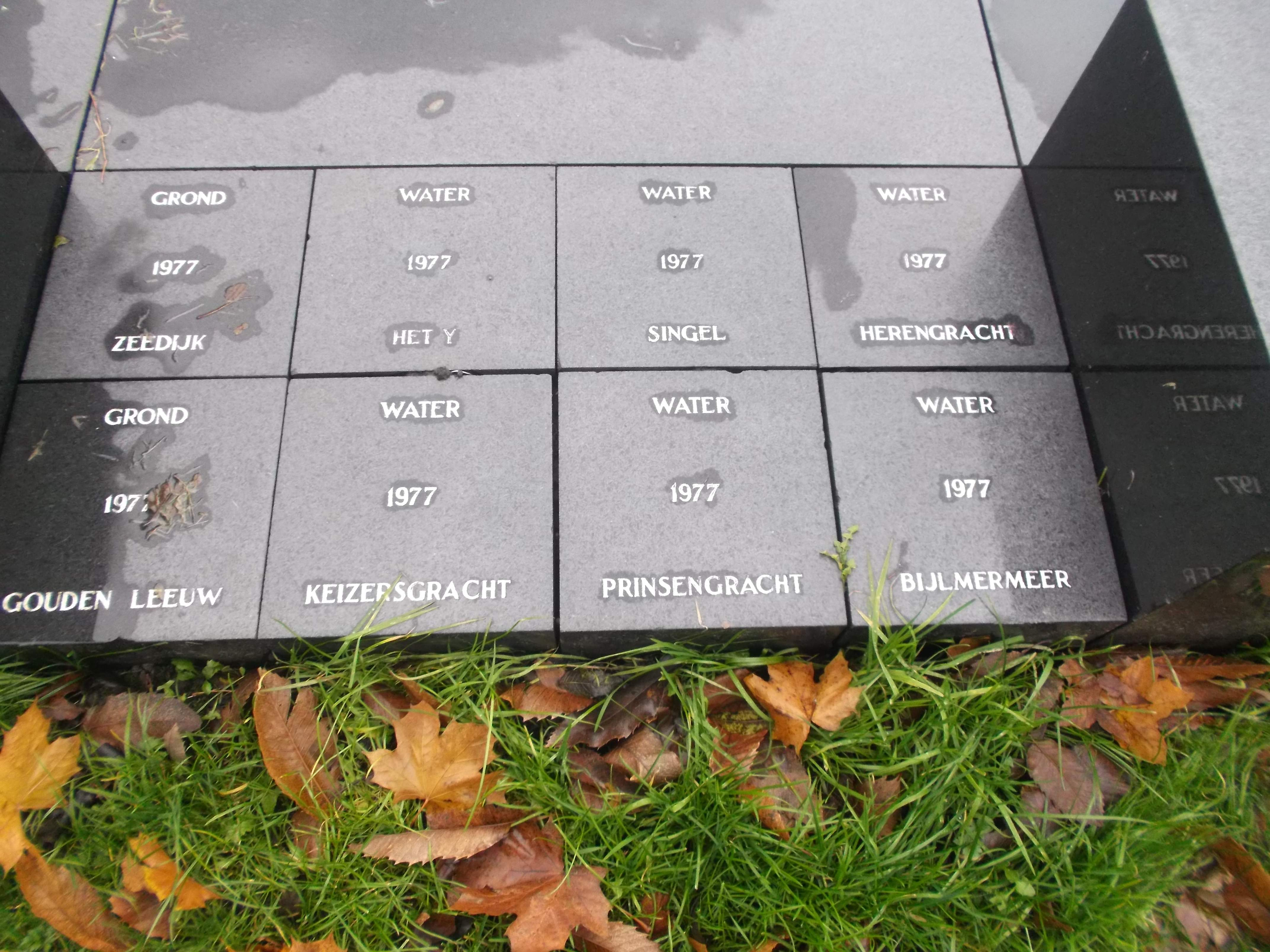
Deel van het kunstwerk
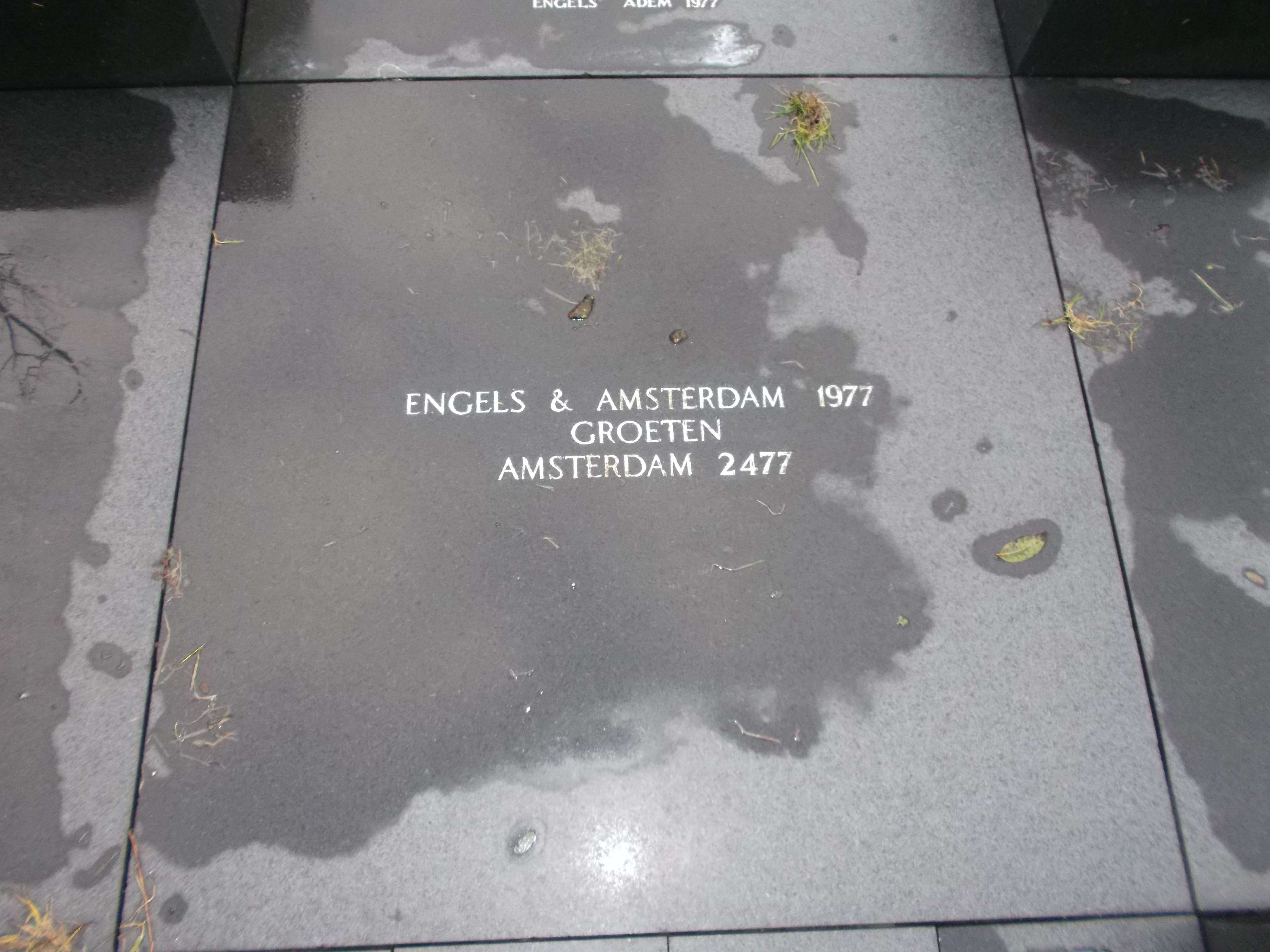
Engels & Amsterdam 1977 Groeten Amsterdam 2477